# Sobieszczany-Kolonia
Sobieszczany-Kolonia – kolonia w Polsce położona w województwie lubelskim, w powiecie lubelskim, w gminie Niedrzwica Duża.
W latach 1975–1998 miejscowość administracyjnie należała do ówczesnego województwa lubelskiego.
Wieś stanowi sołectwo gminy Niedrzwica Duża. Według Narodowego Spisu Powszechnego z roku 2011 wieś liczyła 565 mieszkańców.
Wierni Kościoła rzymskokatolickiego należą do parafii św. Bartłomieja Apostoła w Niedrzwicy Kościelnej.